# Pallacanestro Treviso 1990-1991

Roster Benetton Pallacanestro Treviso 1990/91
| Num. | Naz.                   | Nome             |
| ---- | ---------------------- | ---------------- |
| 4    | Italia (bandiera)      | Marco Mian       |
| 5    | Italia (bandiera)      | Giovanni Savio   |
| 6    | Italia (bandiera)      | Massimo Iacopini |
| 7    | Italia (bandiera)      | Luigi Brotto     |
| 8    | Italia (bandiera)      | Paolo Vazzoler   |
| 9    | Italia (bandiera)      | Massimo Minto    |
| 10   | Italia (bandiera)      | Renato Villalta  |
| 11   | Stati Uniti (bandiera) | Dan Gay          |
| 12   | Italia (bandiera)      | Alberto Vianini  |
| 13   | Italia (bandiera)      | Ezio Battistella |
| 14   | Stati Uniti (bandiera) | Vinny Del Negro  |
| 15   | Italia (bandiera)      | Pietro Generali  |

Allenatore: Petar Skansi